# Lyman (Automobilhersteller)
Lyman war ein US-amerikanischer Hersteller von Automobilen.

## Unternehmensgeschichte
C. Frederick Lyman gründete 1904 das Unternehmen. Der Sitz war an der Kirby Street in Boston in Massachusetts. Er stellte während eines Jahres einige Automobile her. Der Markenname lautete Lyman. 1904 wurde das Unternehmen aufgelöst.
C. Frederick Lyman war ebenfalls an Lyman & Burnham beteiligt. Dieses Unternehmen war in einem anderen Werk an der gleichen Straße in Boston ansässig und stellte zwischen 1903 und 1905 ebenfalls Kraftfahrzeuge her.

## Fahrzeuge
Im Angebot standen teure Fahrzeuge. Ein Vierzylindermotor trieb über ein Dreiganggetriebe und eine Kardanwelle die Hinterachse an. Die Motorleistung war mit 30/35 PS angegeben. Das Fahrgestell hatte 254 cm Radstand. Der Aufbau war ein Tonneau mit Hecktür und einem entfernbaren Dach.